# 爱尔兰—以色列关系
爱尔兰—以色列关系是指爱尔兰与以色列之间的双边关系。

## 历史
自1996年1月25日，爱尔兰在特拉维夫派驻大使，以色列在都柏林派驻大使。
目前，以色列驻爱尔兰的大使是Dana Erlich， 自2023年8月起，Dana Erlich接替其前任Lironne Bar-Sade。 
爱尔兰驻以色列大使是Sonya McGuinness。 两国都是地中海联盟的成员国。
在1963年以前，爱尔兰因以色列被指违反联合国决议而拒绝与其建立外交关系。1963年，爱尔兰才正式承认(de jure recognition)以色列，最终两国于1975年建立外交关系。
然而，1981年以色列发动了巴比伦行动，袭击了伊拉克首都巴格达附近的奥斯拉克(Osirak)核反应堆，因爱尔兰对以色列这一行动的谴责，直到1993年12月20日，才允许以色列设立大使馆，而在此两周之前的，爱尔兰接待了巴勒斯坦解放组织领导人亚西尔·阿拉法特的访问并设立了代表处。
在20世纪，爱尔兰人和犹太人彼此为各自对抗英国的独立战争提供了情感支持。爱尔兰的战斗策略曾激励犹太人在英国托管的巴勒斯坦地区争取独立。例如，伊扎克·沙米尔（Yitzhak Shamir）受到爱尔兰共和军迈克尔·柯林斯（Michael Collins）的启发，在莱希(组织)（Lehi）中推行了每位战士随时携带武器的政策。沙米尔的地下代号“迈克尔”（[miχaˈʔel]）就是以迈克尔·柯林斯的名字为基础取的。
1978年，联合国成立了一支维和部队，联合国驻黎巴嫩临时部队(UNIFIL)，派驻于当时以色列军队及其代理民兵与黎巴嫩游击队激烈战斗的黎巴嫩南部地区，爱尔兰亦派遣部队作为联合国驻黎巴嫩临时部队一部分驻扎于黎巴嫩。
自1978年至2000年期间，爱尔兰向UNIFIL派遣了超过40,000名士兵，这是该国境外最大的军事行动。因以色列国防军被指不正确地对待爱尔兰部队，两国关系在整个1980年代和1990年代都处于紧张局势，爱尔兰政府多次向以色列提出抗议，批评其对待爱尔兰维和人员的方式。爱尔兰外交部长布赖恩·莱尼汉（Brian Lenihan）曾表示，他对以色列的同情在看到爱尔兰士兵的遭遇后大部分消失了。 爱尔兰部队还积极参与了阿提里战役（Battle of At Tiri），在这场战役中，UNIFIL部队顶住了以色列支持的南部黎巴嫩军队（South Lebanon Army）的攻击，该民兵组织试图在阿提里设置检查站。在战斗中，一名爱尔兰士兵牺牲。2006年黎巴嫩战争后，爱尔兰派遣了一支150人的部队，以保护芬兰军队的工程人员。
1978年，爱尔兰国家航空公司Aer Lingus在未经爱尔兰政府同意的情况下，秘密训练了埃及空军飞行员，当时以色列和埃及仍处于和平谈判中，尚未签署条约。
1987年，爱尔兰国防军下士德莫特·麦克洛克林（Dermot McLoughlin）在黎巴嫩担任联合国维和部队(UNIFIL)成员时，被以色列坦克炮击中身亡。爱尔兰军方认为这是以色列军队“蓄意且无端的攻击”，爱尔兰国防部长帕迪·奥图尔（Paddy O'Toole）表示他感到“震惊、失望和恶心”。爱尔兰召见了以色列大使以示回应。
2003年，爱尔兰政府反对以色列在約旦河西岸地區修建安全隔离墙。
根据维基解密泄露美国外交电报事件，在2006年黎巴嫩战争后，爱尔兰试图“限制通过其领土和香农机场向以色列转运的美国武器”。
2010年，Boaz Moda'i被任命为以色列驻爱尔兰大使。 同年，以色列情报机构摩萨德在暗杀哈马斯领导人马哈茂德·马布胡赫（Mahmoud Al-Mabhouh）时伪造了八本爱尔兰护照，随后一名以色列大使馆官员被爱尔兰驱逐。 爱尔兰外交部长米歇尔·马丁（Micheál Martin）表示，以色列的行为“显然是不可接受的”。
2012年，时任大使Boaz Moda'i的妻子努里特·蒂纳里-莫达伊（Nurit Tinari-Modai）被任命为副大使。以色列外交部消息人士指出，该任命将“每年审核”，并称蒂纳里-莫达伊是一位“职业外交官”，凭借她的能力完全可以获得大使职位。
2013年3月，爱尔兰司法、平等与国防部长艾伦·沙特（Alan Shatter）访问以色列时表示：“爱尔兰是以色列的朋友。我们在爱尔兰有一个希望加深合作的政府，同时也有一个致力于和平进程的政府。” 在此次访问期间，宣布爱尔兰和以色列将启动一项合作计划，共同减少两国的道路交通事故死亡人数。
2014年5月，反诽谤联盟（ADL）发布了“全球100调查”，调查了全球的反犹主义情况。调查显示，爱尔兰在对以色列和犹太人的态度问题上，与西欧其他国家相比排名中等。
2014年9月，驻扎在戈兰高地的爱尔兰联合国维和部队解救了被伊斯兰极端分子包围的菲律宾同僚。高级消息人士证实，如果没有以色列军队的军事干预，爱尔兰士兵“几乎肯定”会被杀害或劫为人质，以色列军队的帮助对救援的成功起到了“决定性”作用。
2015年11月，艾莉森·凯利（Alison Kelly）接替伊蒙·麦基（Eamonn McKee），担任爱尔兰驻以色列大使。凯利向以色列总统鲁文·里夫林（Reuven Rivlin）递交了国书，并表示她的目标是“继续努力加强和扩大两国之间的合作”。同年，泽夫·博克尔（Zeev Boker）成为以色列驻爱尔兰大使，并向爱尔兰总统迈克尔·希金斯（Michael D. Higgins）递交了国书。
同
2021年，爱尔兰众议院一致通过了一项动议，谴责以色列对巴勒斯坦土地的“實質吞并”。
截至2023年9月，爱尔兰驻以色列大使为索尼娅·麦吉尼斯（Sonya McGuinness），以色列驻爱尔兰大使为达娜·埃尔里奇（Dana Erlich）。

## 爱尔兰与巴以冲突
爱尔兰每年向巴勒斯坦人民和组织提供1000万欧元的双边和多边援助，其中350万欧元通过聯合國近東巴勒斯坦難民救濟和工程處（UNRWA）提供。
2010年1月19日，哈马斯高级军事指挥官马哈茂德·马布胡赫（Mahmoud al-Mabhouh）在迪拜被一支由八名疑似摩萨德特工组成的团队暗杀，其使用伪造的欧洲护照进入阿联酋，其中包括爱尔兰护照。 作为回应，爱尔兰政府驱逐了以色列驻都柏林大使馆的一名工作人员。随后，爱尔兰推迟了欧盟与以色列之间的一项协议的签署，该协议允许以色列访问欧盟公民的敏感信息，并要求以色列加强数据保护法。
2010年6月5日，从爱尔兰启航并前往加沙地带的人道主义救援船“瑞秋·科里号”（MV Rachel Corrie）被以色列海军拦截并扣押，这引发了爱尔兰与以色列之间的政治紧张关系。
2011年1月25日，爱尔兰将巴勒斯坦特使的提升为正式大使级别，随后爱尔兰驻以色列大使被召见。以色列宣布对这一决定“感到遗憾”，并表示由于爱尔兰政府“长期以来对冲突的偏颇政策”，这一决定“并不惊讶”。
2011年11月4日，爱尔兰船只“圣徒号”（MV Saoirse）前往加沙时，在国际水域被以色列海军拦截。 海军登船并将船上的人扣押，拖至阿什杜德(Ashdod)。对此，爱尔兰副总理兼外交部长埃蒙·吉尔摩（Eamon Gilmore）表示，爱尔兰政府“不赞同加沙封锁，……认为其影响对加沙平民违反国际人道主义法，并……一再敦促以色列结束这一不公正、适得其反且相当于集体惩罚150万巴勒斯坦人的政策。”
2011年11月16日，以色列外交部的匿名消息来源声称“爱尔兰是欧洲最敌对的国家”，并“推动欧洲各国采取激进和不妥协的态度”。该匿名官员指控爱尔兰政府“向其人民灌输反以色列的仇恨”，并称“我们在这里看到的是明显的反犹太主义”。随后，反诽谤联盟的全球反犹调查证明这一消息来源的说法是错误的，因为调查发现爱尔兰的反犹太主义水平低于欧洲国家的平均水平，对以色列的看法也较为积极。 此外，爱尔兰外交事务部门的一名官员反驳说：“政府批评以色列在被占领巴勒斯坦领土上的政策。这不是对以色列的敌对态度。说政府在煽动反以色列情绪显然是不实的。我们并不敌视以色列，这与我们对以色列占领巴勒斯坦地区的批评不能混为一谈。” 据报道，以色列驻爱尔兰大使表示自己与指责爱尔兰反犹无关。
2012年初，爱尔兰巴勒斯坦团结运动组织了一场针对以色列的“文化抵制”，结果爱尔兰音乐团体Dervish取消了原计划的以色列巡演，理由是他们遭遇了“负面情绪的狂潮”和“恶毒的攻击”。 这一网络运动遭到了爱尔兰司法部长艾伦·沙特和副总理兼外交部长埃蒙·吉尔摩(Eamon Gilmore)的正式谴责。
2012年6月，以色列第十频道公布了一封电子邮件，邮件中以色列驻爱尔兰副大使努里特·蒂纳里-莫达伊建议骚扰那些批评以色列政策的以色列侨民，发布他们的照片并传播假信息让他们难堪。她声称这些人批评以色列是因为他们的性取向。外交部迅速与她的信件撇清关系，否认她处理批评者的建议。她的建议包括："You have to try and hit their soft underbellies, to publish their photographs, maybe that will cause embarrassment from their friends in Israel and their family, hoping that local activists would understand that they may actually be working on behalf of Mossad."
2012年12月，以色列驻爱尔兰大使馆在其Facebook页面上发布了一则被视为对巴勒斯坦人的种族主义和诽谤性评论"A thought for Christmas. ... If Jesus and mother Mary were alive today, they would, as Jews without security, probably end up being lynched in Bethlehem by hostile Palestinians. Just a thought ...". 该帖引发抗议，大使馆删除了该言论并发布道歉声明："To whom it may concern: An image of Jesus and Mary with a derogatory comment about Palestinians was posted without the consent of the administrator of the Facebook page. We have removed the post in question immediately. Apologies to anyone who may have been offended. Merry Christmas!"
2013年9月，以色列士兵在约旦河西岸一处被以色列国防军拆毁的村庄与巴勒斯坦人、欧盟外交官（包括一名爱尔兰外交官）和外国活动人士发生冲突。外交官们受到粗暴对待。
2014年7月31日，在2014年以色列-加沙冲突的第23天，爱尔兰外交部长查理·弗拉纳根（Charlie Flanagan）表示，他与参议员及许多爱尔兰公民一样，对自以色列军事行动开始以来所目睹的恐怖场景感到“恐惧和厌恶”。他说，爱尔兰政府谴责“以色列方面不成比例的军事行动导致不可接受的高平民伤亡率”，以及哈马斯和其他武装分子向以色列发射火箭弹。 以色列驻都柏林大使馆在2014年7月两次受到批评。第一次是因为发表的帖子将“自由巴勒斯坦”活动人士与希特勒相提并论，第二次是因为发布了编辑后的欧洲经典艺术图像，暗示伊斯兰教正在接管欧洲。以色列驻都柏林大使馆编辑了爱尔兰莫莉·马龙雕像的形象，使其戴上了穆斯林面纱，并附上文字：“现在是以色列，接下来是都柏林。”在这些反穆斯林帖子因煽动仇恨并冒犯他人而受到批评后，它们被删除。大使馆声称无意冒犯。
2014年10月，爱尔兰上议院呼吁政府正式承认巴勒斯坦国，并采取积极措施促进以色列-巴勒斯坦冲突的两国解决方案。
2014年10月22日，爱尔兰参议院通过了一项动议，呼吁政府正式承认巴勒斯坦国，并采取积极步骤推动以色列-巴勒斯坦冲突的两国解决方案。此举是对其他欧洲国家类似倡议的响应，包括瑞典和英国。 虽然以色列总理本雅明·内塔尼亚胡和大多数以色列人反对在1967年边界内建立一个巴勒斯坦国 ，但在2014年12月，800多名以色列人向爱尔兰下议院递交了一份请愿书，要求爱尔兰承认巴勒斯坦。该请愿书在在爱尔兰上议院投票通过前被送达了爱尔兰下议院，签署者包括以色列著名作家、以色列奖得主 阿摩司·奥兹(Amos Oz)和A·B·耶霍舒亚(A.B. Yehoshua)，以及大卫·格罗斯曼(David Grossman)，还包括前外交部总干事阿隆·利尔(Alon Liel)。 随后，爱尔兰政府宣布将接受一项动议，提议承认巴勒斯坦国，边界为1967年的边界，并以东耶路撒冷为首都，正如联合国决议所规定的那样。据《耶路撒冷邮报》报道，随着和平谈判的破裂，以色列仍在巴勒斯坦领土上修建定居点，欧洲国家对以色列感到越来越不满。爱尔兰并不是唯一承认巴勒斯坦的国家；瑞典已成为承认巴勒斯坦的最大西欧国家，西班牙、英国和法国的议会也支持承认巴勒斯坦的决议。 尽管当时西班牙和英国政府此时仍拒绝承认巴勒斯坦国。
2018年1月，参议员弗朗西斯·布莱克（Frances Black）在爱尔兰参议院提出了一项私人议员法案，旨在将从被占领领土（包括以色列在西岸的定居点）购买商品和服务定为刑事犯罪。该法案  Control of Economic Activity (Occupied Territories) Bill 2018  受到政府的反对，并推迟了对该法案的投票。
2018年4月9日，都柏林市议会成为首个投票支持抵制、撤资和制裁（BDS）运动并呼吁驱逐以色列驻爱尔兰大使的欧洲首都。市议会的抵制动议中特别提到了抵制惠普产品和服务。  4月10日，都柏林市长米哈尔·麦克·唐卡（Mícheál Mac Donncha）前往拉马拉参加巴勒斯坦权力机构关于耶路撒冷地位的会议，利用其护照姓名在爱尔兰语中的拼写歧义逃过了以色列政府对其的禁令。  对此，以色列政府召见了爱尔兰大使，正式要求解释都柏林市议会的抵制动议及市长出席会议的情况。
2018年7月，爱尔兰参议院通过了一项法案，规定与任何位于所谓“绿线”以外的以色列企业（包括耶路撒冷和戈兰高地）进行贸易属刑事犯罪。由此，爱尔兰成为首个通过此类法律的欧盟成员国。爱尔兰-以色列联盟组织称该法案为反犹太主义法案。
2019年，尽管遭到爱尔兰政府的反对，众议院仍以78票对45票通过了《被占领领土法案》的第二阶段。 如果该法案全面实施，它将限制从以色列任何占领的领土进口商品，其包括以色列在西岸、戈兰高地和东耶路撒冷的定居点。以色列驻爱尔兰大使奥菲尔·卡里夫（Ophir Kariv）表示，“这将使爱尔兰成为西方世界最极端的反以色列国家，并植根于历史错误的一方。” 与此同时，支持BDS政策的活动人士称该法案是BDS运动的“胜利”，Trócaire首席执行官卡奥梅·德·巴拉表示，该法案将为欧盟其他国家树立良好榜样。
2021年5月，爱尔兰众议院宣布以色列在巴勒斯坦土地上修建定居点是事实上的吞并，成为首个做出此类声明的欧盟成员国。该动议由反对党提出，并得到了政府的支持。但驱逐以色列大使的修正案未能通过。
2023年11月，一名拥有爱尔兰和以色列双重国籍的九岁女孩在哈马斯与以色列达成的人质交易中获释。爱尔兰总理利奥·瓦拉德卡（Leo Varadkar）发推文欢迎她获释，称“一个无辜的孩子失踪后现在已经找回”，但这一表述遭到了以色列总统和外交部长的批评。他们反驳称，这名女孩并非失踪，而是被哈马斯绑架。
2024年5月，针对都柏林三一学院的抗议活动，校方同意抗议者的要求，包括完全撤资于在被占领的巴勒斯坦领土有活动并出现在联合国黑名单上的以色列公司。
2024年初，三架载有以色列国防军军火的航班飞越爱尔兰领空。以色列国防军没有征得爱尔兰政府的同意。爱尔兰总理西蒙·哈里斯和政府发言人表示，根据爱尔兰法律，禁止任何民用飞机在爱尔兰领空内携带军火。
2024年5月22日，以色列外长伊斯雷尔·卡茨宣布召回以色列驻爱尔兰大使达娜·埃尔里奇，以回应爱尔兰政府5月28日承认巴勒斯坦国的声明。 以色列外交部外交照會了爱尔兰驻以色列大使索尼娅·麦吉尼斯以及挪威和西班牙的大使，并讓他們观看了2023年10月7日哈马斯袭击的录像。 该事件被以色列媒体拍摄并在全国播出。爱尔兰副总理米歇尔·马丁批评了这一对待大使的方式，称其“超出了任何国家对待外交官的常规”。
2024年12月15日，以色列方面認為爱尔兰在“极端反以色列”，以色列決定将关闭該國驻爱尔兰大使馆。